# Bruno Nuytten
Bruno Nuytten, född 28 augusti 1945 i Melun, Île-de-France, är en fransk filmfotograf, filmregissör och manusförfattare.

## Filmografi i urval
- 1974 – India Song (foto)
- 1976 – Stampa takten, pojkar! (foto)
- 1978 – Som en sköldpadda på rygg (foto)
- 1980 – Brubaker (foto)
- 1983 – Tchao, pantin! (foto)
- 1986 – Jean de Florette (foto)
- 1986 – Jean de Florette del 2 – Manons källa (foto)
- 1988 – Camille Claudel (manus och regi)
- 2000 – Passionnément (manus och regi)